# День молоді (Україна)
День мо́лоді — свято України. Відзначається 12 серпня, у відповідності з указом Президента України від 28 липня 2021 року №-333/2021 «Про День молоді».
До 2022 року відзначалося щорічно в останню неділю червня відповідно до Указу Президента України від 22 червня 1994 року N 323/94 «Про День молоді», який ураховує «ініціативу молодіжних організацій та рухів».

## Статус
Свято встановлене на підтримку «прагнення української молоді до інтеграції у європейську спільноту, утвердження цінностей демократії та свободи».

## Дні свят
до 2022 року
- У 2010 році День молоді припадає на 27 червня.
- У 2011 році День молоді припадає на 26 червня.
- У 2012 році День молоді припадає на 24 червня.
- У 2013 році День молоді припадає на 30 червня.
- У 2014 році День молоді припадає на 29 червня.
- У 2015 році День молоді припадає на 28 червня.
- У 2016 році День молоді припадає на 26 червня.
- У 2017 році День молоді припадає на 25 червня.
- У 2018 році День молоді припадає на 24 червня.
- У 2019 році День молоді припадає на 30 червня.
- У 2020 році День молоді припадає на 28 червня.
- У 2021 році День молоді припадає на 27 червня.

## Привітання
- Вітання Президента України з нагоди Дня молоді [Архівовано 13 вересня 2008 у Wayback Machine.]
- Привітання Голови Верховної Ради Арсенія Яценюка з Днем Молоді
- Привітання Прем'єр-міністра України Юлії Тимошенко з Днем молоді [Архівовано 29 червня 2017 у Wayback Machine.]
- Вітання голови Харківської облдержадміністрації Арсена Авакова до Дня молоді